# Koigi Pikkjärv
Koigi Pikkjärv är en sjö i Estland.   Den ligger i landskapet Saaremaa (Ösel), i den västra delen av landet, 150 km sydväst om huvudstaden Tallinn. Koigi Pikkjärv ligger 13 meter över havet. Den ligger på ön Ösel. Omgivningarna runt Koigi Pikkjärv är en mosaik av jordbruksmark och naturlig växtlighet.